# Liste des œuvres de Mauro Giuliani

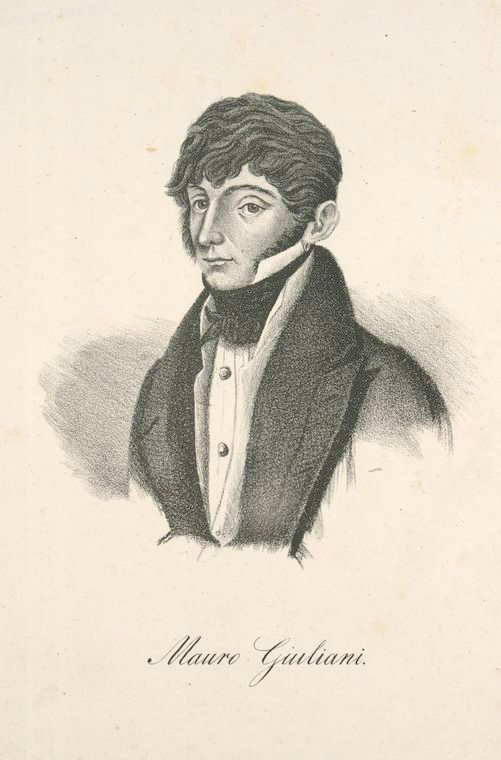
Photo de "Mauro Giuliani"

Ce catalogue est une liste thématique des œuvres de Mauro Giuliani.

## Classées par formation

### Guitare solo
Études et méthodes
- Metodo, op. 1 (c. 1812)
- Ventiquattro Studi, op. 48 (c. 1811)
- Ventotto Lezioni Progressive, op. 51
- Étude contenant Huit Exercices, op. 90
- Studi, op. 98 (c. 1819)
- Studi, op. 100
- Ventiquattro Lezioni, op. 139 (c. 1840)

Variations
- Variazioni, op. 2 (c. 1810)
- Variazioni, op. 4 (c. 1810)
- Variazioni, op. 5 (c. 1815)
- Variazioni, op. 6 (c. 1828)
- Variazioni, op. 7 (c. 1807)
- Variazioni, op. 9 (c. 1810)
- Variazioni, op. 20 (c. 1810)
- Variazioni, op. 32 (c. 1810)
- Variazioni, op. 34 (c. 1810)
- Variazioni, op. 38 (c. 1812)
- Variazioni, op. 45 (c. 1811)
- Variazioni, op. 47 (c. 1812)
- Variazioni, op. 49 (c. 1813)
- Variazioni, op. 60
- Variazioni, op. 62 (c. 1812)
- Variazioni, op. 64 (c. 1808)
- Variations pour guitare seule tirée du deuxième mouvement du troisième concerto, opus 70
- Variazioni, op. 72 (c. 1810)
- Variazioni Brillanti, op. 87 (c. 1815)
- Grandi Variazioni, op. 88
- Grandi Variazioni, op. 91
- Variazioni, op. 97 (c. 1820)
- Variazioni, op. 99 (c. 1825)
- Variazioni, op. 101 (c. 1819)
- Variazioni, op. 102 (c. 1825)
- Variazioni, op. 103 (c. 1819
- Grandes Variations sur la Romance favorite "Partant pour la Syrie", op.104 (1819)
- Variazioni, op. 105 (c. 1815)
- Variazioni su un tema di Handel ("The Harmonious Blacksmith"), op. 107 (c. 1828)
- Variazioni, op. 112 (c. 1825)
- Variazioni, op. 114 (c. 1829)
- Variazioni, op. 118 (c. 1821)
- Variazioni, op. 138 (c. 1828)
- Variazioni, op. 140 (c. 1840)
- Variazioni, op. 141 (c. 1842)
- Variazioni, op. 142 (c. 1842)
- Variazioni, op. 143 (c. 1842)
- Quattro Variazioni e Finale, op. 144 (c. 1842)
- Variazioni, op. 145 (c. 1842)
- Variazioni, op. 146 (c. 1828)
- Variazioni, op. 147 (c. 1836)
- Variazioni, (c. 1833)

"Le Rossiniane"
- Rossiniana, op. 119 (c. 1820)
- Rossiniana, op. 120 (c. 1821)
- Rossiniana, op. 121 (c. 1821)
- Rossiniana, op. 122 (c. 1824)
- Rossiniana, op. 123 (c. 1824)
- Rossiniana, op. 124 (c. 1828)

Rondos
- Tre Rondò, op. 3 (c. 1811)
- Rondò, op. 5 (c. 1810)
- Tre Rondò, op. 8 (c. 1826)
- Sei Rondò, op. 14 (c. 1811)
- Tre Rondò, op. 17 (c. 1813)
- Tre Rondò, op. 18
- Tre Rondò, op. 66 (c. 1817)
- Gran Rondò, op. 109 (c. 1825)
- Tre Rondò (c. 1828)

Valses
- Dodici Valzer, op. 21 (c. 1811
- Dodici Valzer, op. 23 (c. 1811)
- Dodici Valzer, op. 57 (c. 1817)
- Dodici Valzer, op. 80
- Raccolta Di Valzer (c. 1828)

Divertimenti
- Divertimenti, op. 10 (c. 1826)
- Divertimenti, op. 29 (c. 1828)
- Divertimenti, op. 37
- Divertimenti, op. 40 (c. 1816)
- Divertimenti, op. 56 (c. 1817)
- Divertimenti, op. 78
- Cinque Divertimenti, op. 106 (c. 1818)

Caprice
- Capriccio, op. 11 (c. 1810)

Sonates et sonatines
- Sonata, op. 15 (c. 1812)
- Tre Sonatine, op. 71 (c. 1810)
- Tre Sonate Brillanti, op. 96
- Gran Sonata Eroica, op. 150 (c. 1843)
- Tre Sonatine,  (c. 1828)

Pot Pourri
- Pot Pourri, op. 18 (c. 1808)
- Pot Pourri, op. 26 (c. 1810)
- Pot Pourri, op. 28 (c. 1811)
- Pot Pourri, op. 31 (c. 1811)
- Pot Pourri, op. 42 (c. 1811)
- Pot Pourri, op. 108 (c. 1825)

Préludes
- Sei Preludi, op. 83 (c. 1817)

Raccolta
- Raccolta, op. 16 (c. 1810)
- Raccolta, op. 43 (c. 1813)
- Raccolta, op. 46 (c. 1812)
- Raccolta, op. 54 (c. 1816)
- Raccolta, op. 59 (c. 1822)
- Raccolta, op. 61 (c. 1820)
- Raccolta, op. 111 (c. 1827)

Fugue
- Fughetta, op. 113 (c. 1829)

Cavatinas
- Cavatina (c. 1834)
- Cavatina (c. 1829)

Marches
- Marcia (c. 1824)
- Marcia (c. 1828)

Sinfonias
- Sinfonia (c. 1831)
- Sinfonia (c. 1825)
- Sinfonia (c. 1827)

Ouvertures
- Grande Ouverture, op. 61 (1809)
- Ouverture (c. 1820)

Divers
- Dodici Monferrine, op. 12 (c. 1825)
- Dodici Scozzesi, op. 33
- Aria Variata, op. 41 (c. 1812)
- Dodici Landler, op. 44 (c. 1811)
- Le Papillon, op. 50
- Dodici Landler, op. 55
- Sei Landler, Sei Valzer, Sei Scozzesi, op. 58 (c. 1820)
- Bagatelle, op. 73 (c. 1810)
- Marcia Variata, op. 110 (c. 1828)
- Sei Arie Nazionali Irlandesi, op. 125 (c. 1825)
- Allegro Cantabile (c. 1829)
- Dodici Controdanze (c. 1828)
- Due Rondoncini (c. 1828)
- Duettino (c. 1828)
- Riduzione d'Opera (c. 1834)
- Rondò e Valzer (c. 1828)
- Rondoncino Brillante
- Rondoncino e Due Valzer (c. 1828)
- Sei Arie Nazionali Scozzesi (c. 1836)
- Sei Controdanze (c. 1828)

### Deux guitares
- Sedici Landler, op. 16 (c. 1811)
- Grandi Variazioni Concertanti, op. 35 (c. 1833)
- Tre Rondò, op. 66 (c. 1828)
- Grande Pot Pourri, op. 67
- Raccolta, op. 69
- Dodici Landler, op. 75 (c. 1810)
- Dodici Landler, op. 94 (c. 1814)
- Dieci Valzer, op. 116 (c. 1831)
- Variazioni Concertanti, op. 130 (c. 1840)
- Tre Polonesi Concertanti, op. 137 (c. 1836)
- Sinfonia (c. 1833)
- Sinfonia (c. 1833)
- Sinfonia (c. 1832)
- Tarantella (c. 1837)

### Guitare et pianoforte
- Pot Pourri, op. 67 (c. 1818)
- Due Rondò, op. 68 (c. 1820)
- Grande Pot Pourri, op. 92 (c. 1818)
- Grande Pot Pourri, op. 93 (c. 1821)
- Variazioni, op. 104 (c. 1840)
- Gran Duo Concertante
- Grandi Variazioni e Polonese (c. 1825)

### Flûte ou violon et guitare
- Tre Romanze, op. 13 (violon et guitare)
- Variazioni, op. 24 (violon et guitare, c. 1811)
- Duo Concertante, op. 25 (violon et guitare)
- Gran Duetto Concertante, op. 52 (flûte ou violon et guitare, c. 1812)
- Grande Pot Pourri, op. 53 (flûte ou violon et guitare)
- Variazioni, op. 63 (violon et guitare)
- Raccolta, op. 74 (flûte ou violon et guitare, c. 1810)
- Venti Landler, op. 75 (flûte ou violon et guitare), c. 1810)
- Pot Pourri, op. 76 (flûte ou violon et guitare, c. 1817)
- Duettino, op. 77(flûte ou violon et guitare, c. 1815)
- Variazioni, op. 81 (flûte ou violon et guitare, c. 1819)
- Grande Serenata, op. 82 (flûte ou violon et guitare, c. 1822)
- Variazioni, op. 84 (flûte ou violon et guitare, 1817)
- Gran Duetto Concertante, op. 85 (flûte ou violon et guitare, c. 1817)
- Diciotto Divertimenti, op. 86 (flûte ou violon et guitare, c. 1815)
- Seconda Polonese (flûte ou violon et guitare, 1816)

### Chant et guitare ou pianoforte
- Tre Romanze, op. 22 (chant et guitare ou pianoforte, c. 1810)
- Romanza, op. 27 (chant et guitare ou pianoforte, c. 1811)
- Près d'un volcan, op. 151 (voix et guitare)
- Ode di Anacreonte, op. 151bis (voix et guitare ou piano)
- Canzonetta (voix et guitare ou pianoforte, c. 1820)
- Cavatina (voix et guitare)

### Violon, violoncelle et guitare
- Serenata, op. 19 (c. 1810)

### Deux voix, flûte et guitare
- Pastorale, op. 149 (c. 1830)

### Guitare et quatuor à cordes
- Gran Quintetto, op. 65 (c. 1812)

### Concertos pour guitare et orchestre
- Concerto, op. 30 (c. 1812)
- Gran Concerto, op. 36 (c. 1812 ; arrangement pour guitare et pianoforte vers 1924)
- Gran Concerto, op. 70 (c. 1822 ; arrangement pour guitare et pianoforte vers 1924)
- Concerto n° 4, op. 129 (perdu)

## Classées par opus
- Metodo, op. 1 (guitare, c. 1812)
- Variazioni, op. 2 (guitare, c. 1810)
- Tre Rondò, op. 3 (guitare, c. 1811)
- Variazioni, op. 4 (guitare, c. 1810)
- Rondò, op. 5 (guitare, c. 1810)
- Variazioni, op. 5 (guitare, c. 1815)
- Variazioni, op. 6 (guitare, c. 1828)
- Variazioni, op. 7 (guitare, c. 1807)
- Tre Rondò, op. 8 (guitare, c. 1826)
- Variazioni, op. 9 (guitare, c. 1810)
- Divertimenti, op. 10 (guitare, c. 1826)
- Capriccio, op. 11 (guitare, c. 1810)
- Dodici Monferrine, op. 12 (guitare, c. 1825)
- Tre Romanze, op. 13 (violon et guitare)
- Sei Rondò, op. 14 (guitare, c. 1811)
- Sonata, op. 15 (guitare, c. 1812)
- Raccolta, op. 16 (guitare, c. 1810)
- Sedici Landler, op. 16 (deux guitares, c. 1811)
- Tre Rondò, op. 17 (guitare, c. 1813)
- Pot Pourri, op. 18 (guitare, c. 1808)
- Tre Rondò, op. 18 (guitare)
- Serenata, op. 19 (violon, violoncelle et guitare, c. 1810)
- Variazioni, op. 20 (guitare, c. 1810)
- Dodici Valzer, op. 21 (guitare, c. 1811)
- Tre Romanze, op. 22 (chant et guitare ou pianoforte, c. 1810)
- Dodici Valzer, op. 23 (guitare, c. 1811)
- Variazioni, op. 24 (violon et guitare, c. 1811)
- Duo Concertante, op. 25 (violon et guitare)
- Pot Pourri, op. 26 (guitare, c. 1810)
- Romanza, op. 27 (chant et guitare ou pianoforte, c. 1811
- Pot Pourri, op. 28 (guitare, c. 1811
- Divertimenti, op. 29 (guitare, c. 1828)
- Concerto, op. 30 (guitare et orchestre, c. 1812)
- Pot Pourri, op. 31 (guitare, c. 1811)
- Variazioni, op. 32 (guitare, c. 1810)
- Dodici Scozzesi, op. 33 (guitare)
- Variazioni, op. 34 (guitare, c. 1810)
- Grandi Variazioni Concertanti, op. 35 (deux guitares, c. 1833)
- Gran Concerto, op. 36 (guitare et orchestre, c. 1812 ; existe aussi dans un arrangement pour guitare et piano, c. 1924)
- Divertimenti, op. 37 (guitare)
- Variazioni, op. 38 (guitare, c. 1812)
- Sei Cavatine, op. 39 (chant et guitare)
- Divertimenti, op. 40 (guitare, c. 1816)
- Aria Variata, op. 41 (guitare, c. 1812)
- Pot Pourri, op. 42 (guitare, c. 1811)
- Raccolta, op. 43 (guitare, c. 1813)
- Dodici Landler, op. 44 (guitare, c. 1811)
- Variazioni, op. 45 (guitare, c. 1811)
- Raccolta, op. 46 (guitare, c. 1812)
- Variazioni, op. 47 (guitare, c. 1812)
- Ventiquattro Studi, op. 48 (guitare, c. 1811)
- Variazioni, op. 49 (guitare, c. 1813)
- Le Papillon, op. 50 (guitare)
- Ventotto Lezioni Progressive, op. 51 (guitare)
- Gran Duetto Concertante, op. 52 (flûte ou violon et guitare, c. 1812)
- Grande Pot Pourri, op. 53 (flûte ou violon et guitare)
- Raccolta, op. 54 (guitare, c. 1816)
- Dodici Landler, op. 55 (guitare)
- Divertimenti, op. 56 (guitare, c. 1817)
- Dodici Valzer, op. 57 (guitare, c. 1817)
- Sei Landler, Sei Valzer, Sei Scozzesi, op. 58 (guitare, c. 1820)
- Raccolta, op. 59 (guitare, c. 1822)
- Variazioni, op. 60 (guitare)
- Grande Ouverture, op. 61 (guitare, 1809)
- Raccolta, op. 61 (guitare) c. 1820)
- Variazioni, op. 62 (guitare, c. 1812)
- Variazioni, op. 63 (violon et guitare)
- Variazioni, op. 64 (guitare, c. 1808)
- Gran Quintetto, op. 65 (deux violons, viole, violoncelle & guitare, c. 1812)
- Tre Rondò, op. 66 (guitare, c. 1817, existe aussi dans un arrangement pour deux guitares, c. 1828)
- Grande Pot Pourri, op. 67 (deux guitares)
- Pot Pourri, op. 67 (guitare et pianoforte, c. 1818)
- Due Rondò, op. 68 (guitare et pianoforte, c. 1820)
- Raccolta, op. 69 (deux guitares)
- Gran Concerto, op. 70 (guitare et orchestre, c. 1822 ; existe aussi dans un arrangement pour guitare et piano, c. 1924)
- Tre Sonatine, op. 71 (guitare, c. 1810)
- Variazioni, op. 72 (guitare, c. 1810)
- Bagatelle, op. 73 (guitare, c. 1810)
- Raccolta, op. 74 (flûte ou violon et guitare), c. 1810)
- Dodici Landler, op. 75 (deux guitares, c. 1810)
- Venti Landler, op. 75 (flûte ou violon et guitare, c. 1810)
- Pot Pourri, op. 76 (flûte ou violon et guitare), c. 1817)
- Duettino, op. 77 (flûte ou violon et guitare, c. 1815)
- Divertimenti, op. 78 (guitare)
- Cavatina, op. 79 (chant et guitare ou pianoforte, c. 1807)
- Dodici Valzer, op. 80 (guitare)
- Variazioni, op. 81 (flûte ou violon et guitare, c. 1819)
- Grande Serenata, op. 82 (flûte ou violon et guitare, c. 1822)
- Sei Preludi, op. 83 (guitare, c. 1817)
- Variazioni, op. 84 (flûte ou violon et guitare, 1817)
- Gran Duetto Concertante, op. 85 (flûte ou violon et guitare, c. 1817)
- Diciotto Divertimenti, op. 86 (flûte ou violon et guitare, c. 1815)
- Variazioni Brillanti, op. 87 (guitare, c. 1815)
- Grandi Variazioni,  op. 88 (guitare)
- Sei Lieder, op. 89 (soprano et guitare)
- Grandi Variazioni, op. 91 (guitare)
- Grande Pot Pourri, p. 92 (guitare et pianoforte, c. 1818)
- Grande Pot Pourri, op. 93 (guitare et pianoforte, c. 1821)
- Dodici Landler, op. 94 (deux guitares, c. 1814)
- Sei Ariette, op. 95 (chant et guitare ou pianoforte, c. 1816)
- Tre Sonate Brillanti, op. 96 (guitare)
- Variazioni, op. 97 (guitare, c. 1820)
- Studi, op. 98 (guitare, c. 1819)
- Variazioni, op. 99 (guitare, c. 1825)
- Studi, op. 100 (guitare)
- Variazioni, op. 101 (guitare, c. 1819)
- Variazioni, op. 102 (guitare, c. 1825)
- Variazioni, op. 103 (guitare, c. 1819)
- Grandes Variations sur la Romance favorite "Partant pour la Syrie", op.104 (guitare, 1819)
- Variazioni, op. 104 (guitare et pianoforte, c. 1840)
- Variazioni, op. 105 (guitare, c. 1815)
- Cinque Divertimenti, op. 106 (guitare, c. 1818)
- Variazioni su un tema di Handel ("The Harmonious Blacksmith"), op. 107 (guitare, c. 1828)
- Pot Pourri, op. 108 (guitare, c. 1825)
- Gran Rondò, op. 109 (guitare, c. 1825)
- Marcia Variata, op. 110 (guitare, c. 1828)
- Raccolta, op. 111 (guitare, c. 1827)
- Variazioni, op. 112 (guitare, c. 1825)
- Fughetta, op. 113 (guitare, c. 1829)
- Variazioni, op. 114 (guitare, c. 1829)
- Dieci Valzer, op. 116 (deux guitares, c. 1831)
- Variazioni, op. 118 (guitare, c. 1821)
- Rossiniana, op. 119 (guitare c. 1820)
- Rossiniana, op. 120 (guitare, c. 1821)
- Rossiniana, op. 121 (guitare, c. 1821)
- Rossiniana, op. 122 (guitare, c. 1824)
- Rossiniana, op. 123 (guitare, c. 1824)
- Rossiniana, op. 124 (guitare, c. 1828)
- Sei Arie Nazionali Irlandesi, op. 125 (guitare, c. 1825)
- Serenata, op. 127 (flute ou violon et guitare, c. 1827)
- Concerto n° 4, op. 129 (perdu)
- Variazioni Concertanti, op. 130 (deux guitares, c. 1840)
- Tre Polonesi Concertanti, op. 137 (deux guitares, c. 1836)
- Variazioni, op. 138 (guitare, c. 1828)
- Ventiquattro Lezioni, op. 139 (guitare) c. 1840
- Variazioni, op. 140 (guitare, c. 1840)
- Variazioni, op. 141 (guitare, c. 1842)
- Variazioni, op. 142 (guitare, c. 1842)
- Variazioni, op. 143 (guitare, c. 1842)
- Quattro Variazioni e Finale, op. 144 (guitare, c. 1842)
- Variazioni, op. 145 (guitare, c. 1842)
- Variazioni, op. 146 (guitare, c. 1828)
- Variazioni, op. 147 (guitare, c. 1836)
- Giulianate, op. 148 (guitare, c. 1832)
- Pastorale, op. 149 (deux voix, flûte et guitare, c. 1830)
- Gran Sonata Eroica, op. 150 (guitare, c. 1843 (?), publication posthume)

### Œuvres sans numéro d’opus
- Allegro Cantabile (guitare, c. 1829)
- Canzonetta (voix & guitare ou pianoforte, c. 1820)
- Cavatina (guitare, c. 1834)
- Cavatina (guitare, c. 1829)
- Cavatina,  (voix & guitare)
- Dodici Controdanze (guitare, c. 1828)
- Due Rondoncini (guitare, c. 1828)
- Duettino (guitare, c. 1828)
- Gran Duo Concertante (guitare et pianoforte)
- Grandi Variazioni e Polonese (guitare & pianoforte, c. 1825)
- Marcia (guitare, c. 1824)
- Marcia (guitare, c. 1828)
- Ouverture (guitare, c. 1820)
- Raccolta (voix et guitare)
- Raccolta Di Valzer (guitare, c. 1828)
- Riduzione d'Opera (guitare, c. 1834)
- Rondò e Valzer (guitare, c. 1828)
- Rondoncino Brillante (guitare)
- Rondoncino e Due Valzer (guitare, c. 1828)
- Seconda Polonese (flûte ou violon et guitare, 1816)
- Sei Arie Nazionali Scozzesi (guitare, c. 1836)
- Sei Controdanze (guitare, c. 1828)
- Sinfonia (deux guitares, c. 1833)
- Sinfonia (deux guitares c. 1833)
- Sinfonia (guitare, c. 1831)
- Sinfonia (deux guitares, c. 1832)
- Sinfonia (guitar, c. 1825)
- Sinfonia (guitare) c. 1827)
- Tarantella (deux guitares, c. 1837)
- Tre Rondò (guitare, c. 1828)
- Tre Sonatine (guitare, c. 1828)
- Variazioni (guitare, c. 1833)
- Variations (guitare, Edition Pietro Mechetti n°3725, publication posthume)